# 傑弗遜·德奧利韋拉·加爾旺
謝法臣·德奧利韋拉·加爾旺（葡萄牙語：Jefferson de Oliveira Galvão；1983年1月2日—），一般簡稱為謝法臣（葡萄牙語：Jefferson），是一名出生於巴西聖保羅州聖維森特市的足球運動員。他的位置為守門員，目前效力於博塔弗戈。

## 國際賽生涯
謝法臣是巴西20歲以下國家隊2003年在阿拉伯聯合酋長國贏冠的的先發球員。2011年7月，他在2011年美洲杯之前被召，擔任儒利奥·塞萨尔的後備，而塞萨尔則在所有比賽中都是先發球員。

## 外部連結
- CBF （葡萄牙文）
- Profile at TFF（页面存档备份，存于）
- footballzz.co.uk[]
- 傑弗遜·德奧利韋拉·加爾旺 – FIFA國際賽競賽紀錄 (存檔)